# خلية شوان
خلية شوان هي نوع من الخلية الدبقية الموجودة في الجهاز العصبي الطرفي. وتقوم هذه الخلايا بالعديد من الوظائف الهامة لتتكامل مع دور الأعصاب الطرفية، حيث تقوم بتوصيل النبضات العصبية عبر الألياف العصبية، كما تقوم بتدعيم الخلايا العصبية وتعويض الأجزاء التالفة أو المتآكلة منها؛ لذا يطلق عليها خلايا الغراء العصبي، كما تقوم بتقديم الأجسام الغريبة إلى الخلايا اللمفاوية من نوع (تي) T-lymphocytes . تصيب العديد من الأمراض خلايا شوان وينتج عنها أعراض عديدة.

## وصف خلايا شوان
تمت تسميتها على اسم عالم الفسيولوجيا الألماني تيودور شوان. في الخلايا العصبية المغطاة بطبقة من الميلين، تعمل خلايا شوان على تكوين هذه الطبقة وتجديدها باستمرار. هذه الطبقة أيضا ليست متصلة ولكنها تتقطع على أبعاد منتظمة عن طريق خلايا شوان التي تمتد على امتداد الألياف العصبية وتبدو شبيهة بـالسجق. تسمى الفجوة الموجودة بين كل خلية شوان والأخرى بـعقدة رانفيير. يعتمد الجهاز العصبي على طبقة الميلين كطبقة عازلة وفي منع تلف الألياف العصبية. ينتقل السيال العصبي من عقدة إلى عقدة عن طريق عملية التوصيل الراقص أو القافز، التي يمكنها زيادة سرعة التوصيل لعشرة أضعاف دون التأثير على قطر الألياف العصبية. وتعتبر خلايا شوان بذلك قريبة الشبه بالخلايا ذات التفرعات القليلة الموجودة بالجهاز العصبي المركزي.
أما خلايا شوان التي لا تصاحبها طبقة الميلين فدورها هو الحفاظ على سلامة الألياف العصبية.
تبدأ خلايا شوان عملها في الثدييات أثناء المرحلة الجنينية حيث تقوم بالدوران بشكل حلزوني حول الألياف العصبية أكثر من 100 مرة. تشبه خلايا شوان الأوراق المطوية مع كمية ضئيلة من السيتوبلازم تربط بين طبقتيها الداخلية والخارجية. يبلغ طول خلية شوان مليمتر واحد أي 0.04 إنش لذا يحتاج تغطية المحور العصبي الواحد إلى مئات وأحيانا آلاف من خلايا شوان، حيث يمتد العصب أحيانا بطول الجسم كله.
قامت عدة تجارب منذ عام 2001 لمحاولة استخدام خلايا شوان في إعادة تكوين طبقة الميلين عند المرضى بمرض تصلب الأنسجة المتعدد.
يجب ذكر أن قدرة خلايا شوان على تجديد طبقة الميلين تتناقص مع الزمن، ولكن من الممكن استخدامها لإعادة ربط الأعصاب بالعضلات أو الأعضاء التي تقوم بتغذيتها وهذا ما نجح بالفعل، ولكن دائما ما تحدث أخطاء خصوصا ان كان العصب طويلا. إذا تم فصل خلايا شوان عن المحور العصبي فإن العصب يموت، ولا يفيد إعادة تكوينه إلا إذا عادت خلايا شوان للعمل حتى تقوم بتدعيمه.

## وصلات خارجية
http://biology.clc.uc.edu/courses/bio105/nervous.htm
http://www.bu.edu/histology/p/21301loa.htm
http://ccdb.ucsd.edu/sand/main?stype=lite&keyword=schwann&Submit=Go&event=display&start=1